# フアン・オドノフ

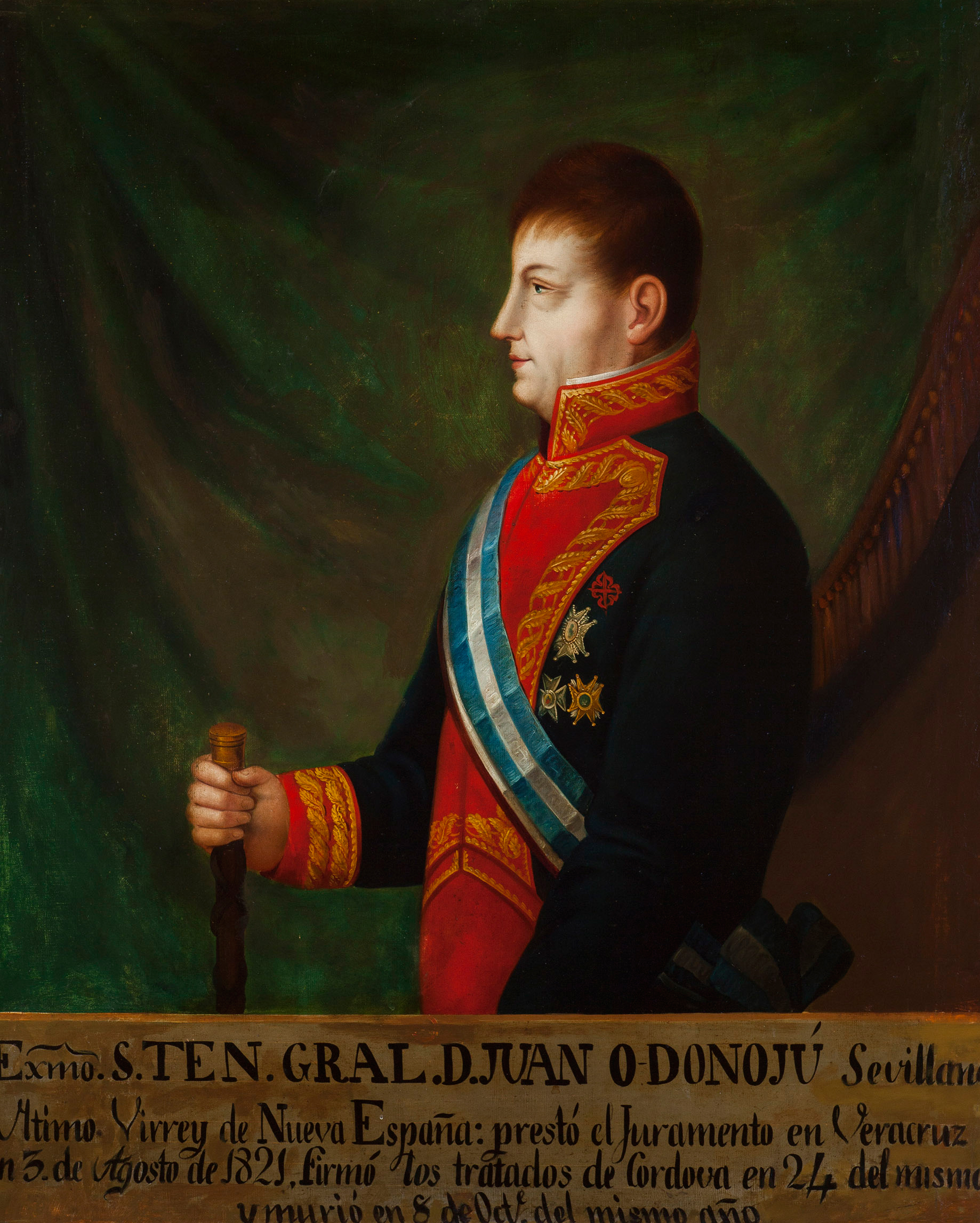
フアン・オドノフ

フアン・オドノフ・イ・オライアン（Juan O'Donojú y O'Ryan、1762年7月30日 - 1821年10月8日）は、スペインの軍人、政治家。ヌエバ・エスパーニャ最後（第62代）の事実上の副王として知られる。
メキシコ独立革命の最終段階の副王であり、アグスティン・デ・イトゥルビデとの間でコルドバ条約を締結してメキシコの独立を認めた。

## 生涯
オドノフはセビリアで生まれた。オドノフの両親はアイルランド人移民だった。当時のスペインにはアイルランド人のコミュニティがあり、オドノフは英語とスペイン語の両方を流暢に話した。
1808年にナポレオン軍がスペインに侵入して半島戦争が発生すると、オドノフは軍人としてスペインの独立のために戦った。1813年から翌年はじめにかけてカディスの摂政委員会のもとで軍務大臣をつとめた。
1814年5月にフェルナンド7世が1812年のカディス憲法を否認して絶対主義王政を復活させ、憲法派の粛清をはじめた。オドノフも有罪とされたが、証拠不足で解放され、故郷のセビリアに戻った。オドノフはスペインのフリーメイソンの重要なメンバーだった。1817年にカルロス3世勲章、1819年に聖エルメネヒルド勲章を受章した。
1820年、スペイン立憲革命が起きてカディス憲法が復活し、自由主義的な新政治体制が発足すると、オドノフはアンダルシア総監に任命された。オドノフは穏健派の自由主義者であり、急進派のラファエル・デル・リエゴとは対立した。
一方メキシコでは新体制に反対する王党派のアグスティン・デ・イトゥルビデが反乱を起こした。イトゥルビデらは1821年2月24日にイグアラ綱領を公布し、3つの保証軍を設立し、メキシコに独立した帝国を立てようとしていた。前副王のフアン・ルイス・デ・アポダカは同年7月に辞任させられて本国に帰り、フランシスコ・ノベジャ (es:Francisco Novella) が臨時にメキシコシティを守っていた。
イトゥルビデの反乱を知ったスペイン本国では1821年3月にヌエバ・エスパーニャ州の新しい首長としてオドノフを任命し、ヌエバ・エスパーニャの平定を指示した。オドノフは8月3日、すでに反乱軍側のアントニオ・ロペス・デ・サンタ・アナが支配するベラクルスに入った。8月24日にベラクルス州コルドバでオドノフはイトゥルビデと面会し、コルドバ条約を結んでイグアラ綱領を承認した。オドノフは戦争の終結を宣言し、9月26日にメキシコシティに到った。オドノフは9月28日のメキシコ帝国独立宣言 (Declaration of Independence of the Mexican Empire) を起草した臨時統治評議会 (es:Junta Provisional Gubernativa) の一員であった。
皇帝が決まるまでの間、新生メキシコ帝国にはイトゥルビデを長とする摂政団 (es:Regencia del Imperio Mexicano) が置かれた。オドノフは5名からなる摂政団のひとりだった。しかしオドノフは突発性の胸膜炎を患い、10月8日にメキシコシティで没した。毒殺の噂も立てられたが、立証されたものはない。
その後1822年になってから、スペイン本国はオドノフがアメリカ植民地の独立を認める権限を持たないとしてコルドバ条約を否認した。